# Bộ Quốc phòng Liên Xô
Bộ Quốc phòng Liên Xô (МО) - (tiếng Nga: Министерство обороны СССР (МО СССР)) - là cơ quan cấp bộ của Liên Xô. Là cơ quan quản lý nhà nước của các lực lượng vũ trang Liên Xô, ngoại trừ các lực lượng hoạt động độc lập (Lực lượng Biên phòng Liên Xô thuộc KGB, Lực lượng nội vụ Liên Xô thuộc Bộ Nội vụ Liên Xô).
Đứng đầu là Bộ trưởng Bộ Quốc phòng Liên Xô, thường là ủy viên Bộ Chính trị Ban Chấp hành Trung ương Đảng Cộng sản Liên Xô.
Ở Liên Xô, Bộ Quốc phòng là một bộ Liên bang-Cộng hòa.

## Lịch sử
Cho đến năm 1934, cơ quan quản lý các lực lượng vũ trang được gọi là Bộ Dân ủy Quân sự và Hải quân Liên Xô;
Từ tháng 3 năm 1934, đổi tên thành Bộ Dân ủy Quốc phòng Liên Xô;
Vào ngày 25 tháng 2 năm 1946, Bộ Dân ủy Quốc phòng Liên Xô và Bộ Dân ủy Hải quân Liên Xô đã hợp nhất thành Bộ Dân ủy Lực lượng Vũ trang Liên Xô, vào tháng 3 năm 1946 được chuyển thành Bộ Lực lượng Vũ trang Liên Xô.
Vào tháng 2 năm 1950, được chia thành Bộ Quân sự Liên Xô và Bộ Hải quân Liên Xô, vào tháng 3 năm 1953 đã được hợp nhất thành Bộ Quốc phòng Liên Xô.
Kể từ tháng 3 năm 1953 - Bộ Quốc phòng Liên Xô.
Sau khi Liên Xô sụp đổ Bộ Quốc phòng Liên Xô đã bị bãi bỏ, các Bộ Quốc phòng cộng hòa được tổ chức lại và trở thành cơ quan thuộc chính phủ của mỗi nước cộng hòa:
- Bộ Quốc phòng Liên bang Nga
- Bộ Quốc phòng Ukraine
- Bộ Quốc phòng Cộng hòa Belarus
- Bộ Quốc phòng Cộng hòa Azerbaijan
- Bộ Quốc phòng Cộng hòa Kazakhstan
- Bộ Quốc phòng Cộng hòa Kyrgyzstan
- Bộ Quốc phòng Cộng hòa Moldova
- Bộ Quốc phòng Cộng hòa Tajikistan
- Bộ Quốc phòng Cộng hòa Uzbekistan
- Bộ Quốc phòng Cộng hòa Armenia

Các lực lượng vũ trang của các nước Cộng đồng các Quốc gia Độc lập (CIS) đã trở thành một phần của Tổ chức Hiệp ước An ninh Tập thể (CSTO), ngoại trừ các nước Baltic, Ukraine, Moldova và Gruzia.
Khoảng cuối tháng 1 năm 1992, Bộ Quốc phòng Liên Xô bắt đầu tự gọi là Tổng Tư lệnh Lực lượng Vũ trang CIS. Tuy nhiên, vào ngày 20 tháng 3 năm 1992, theo quyết định của Hội đồng Nguyên thủ Quốc gia CIS, Bộ Tư lệnh Lực lượng Vũ trang Cộng đồng các Quốc gia Độc lập đã chính thức được thành lập trên cơ sở Bộ Quốc phòng Liên Xô.

## Cấu trúc
Bộ Quốc phòng Liên Xô gồm: Bộ Tổng Tham mưu, Bộ Tổng Tư lệnh, Thứ trưởng thứ nhất Bộ Quốc phòng, Thứ trưởng Bộ Quốc phòng, các chi nhánh và ban trung tâm chịu trách nhiệm đào tạo, lựa chọn và bố trí nhân sự, đặt hàng vũ khí và thiết bị quân sự, hoạt động và sửa chữa; tùy viên quân sự, hải quân, quân đội và không quân cho các phái bộ Liên Xô (đại sứ quán) ở nước ngoài.
Lãnh đạo Bộ Quốc phòng Liên Xô là Bộ trưởng do Xô viết Tối cao Liên Xô bổ nhiệm (trong giai đoạn giữa các phiên họp của Xô viết Tối cao Liên Xô là Đoàn chủ tịch Xô viết tối cao Liên Xô phê duyệt sau đó đệ trình lên Xô viết Tối cao Liên Xô tại phiên họp gần nhất).
Bộ trưởng Bộ Quốc phòng chỉ đạo Quân đội và Hải quân Liên Xô, chịu trách nhiệm về tình trạng sẵn sàng và khả năng chiến đấu của Lực lượng Vũ trang Liên Xô, trong phạm vi thẩm quyền của mình dựa trên cơ sở, luật pháp Liên Xô, và các sắc lệnh Ban chấp hành Trung ương Đảng Cộng sản Liên Xô và Chính phủ Liên Xô để ban hành các mệnh lệnh và chỉ thị, phê chuẩn liên quan đến các lực lượng vũ trang (trừ các điều lệ quân sự chung được phê chuẩn bởi các nghị định của Đoàn Chủ tịch Lực lượng Vũ trang Liên Xô). Bộ trưởng Bộ Quốc phòng đã có các Thứ trưởng được bổ nhiệm bởi Hội đồng Bộ trưởng Liên Xô.
Cơ quan Xô viết trong Bộ Quốc phòng Liên Xô là Thường trực Bộ, bao gồm Bộ trưởng Bộ Quốc phòng, các Thứ trưởng Bộ Quốc phòng, Chủ nhiệm Tổng cục Chính trị Quân đội và Hải quân, các quan chức cấp cao khác của Bộ Quốc phòng Liên Xô; các thành viên của Thường trực được phê chuẩn bởi Hội đồng Bộ trưởng Liên Xô.

## Chức năng nhiệm vụ
Các chức năng chính của Bộ Quốc phòng Liên Xô là: 
- xây dựng kế hoạch phát triển Lực lượng Vũ trang Liên Xô;
- đổi mới cơ cấu tổ chức của các liên hợp, liên hiệp, đơn vị và các tổ chức quân sự, cũng như tổ chức quản lý quân đội;
- quản lý hoạt động, chiến đấu và huấn luyện chính trị Lực lượng Vũ trang Liên Xô;
- tổ chức và kiểm soát xây dựng cơ bản vì lợi ích quốc phòng;
- quản lý các cơ sở giáo dục quân sự;
- tổ chức phát triển lý thuyết quân sự;
- quản lý khoa học quân sự, nghiên cứu phát triển, hợp lý hóa và phát minh cho Lực lượng Vũ trang Liên Xô;
- tham gia vào việc chuẩn bị và tiến hành các hoạt động phòng thủ dân sự.

Các nhiệm vụ quan trọng nhất của Bộ Quốc phòng Liên Xô là:
- đảm bảo sẵn sàng chiến đấu của Lực lượng Vũ trang Liên Xô;
- xác định nhu cầu và lập kế hoạch cung cấp cho quân đội vũ khí, thiết bị quân sự và các nguồn lực vật chất khác trong thời bình và thời chiến;
- xây dựng tiêu chuẩn cung ứng vật liệu;
- cung cấp cho quân đội vũ khí và thiết bị quân sự, kiểm soát việc lưu trữ và hoạt động trong quân đội;
- lập kế hoạch và phối hợp khoa học quân sự, nghiên cứu, phát triển, hợp lý hóa và làm việc sáng tạo trong các loại lực lượng vũ trang Liên Xô;
- đảm bảo giới thiệu khoa học công nghệ trong quân đội;
- tổ chức thông tin khoa học kỹ thuật;
- lập kế hoạch đào tạo sĩ quan;
- xây dựng chương trình và sách hướng dẫn cho các cơ sở giáo dục quân sự;
- tổ chức các cơ quan nhân sự, đảm bảo áp dụng đúng luật pháp của Liên Xô trong các bộ phận, tổ chức và cơ quan của Quân đội và Hải quân Liên Xô;
- lãnh đạo huấn luyện quân sự chính và chuẩn bị chuyên gia cho các lực lượng vũ trang Liên Xô;
- tổ chức kêu gọi công dân thực hiện nghĩa vụ quân sự, lập kế hoạch và thực hiện việc bố trí đội hình quân sự với đội ngũ nghĩa vụ;
- tiến hành bố trí quân nhân vào lực lượng dự bị;
- xác định thủ tục đăng ký quân sự của những người chịu trách nhiệm nghĩa vụ quân sự và sự bắt buộc, v.v...

## Thứ trưởng

### Tổ chức
Thứ trưởng Bộ Quốc phòng Liên Xô thường là chức danh kiêm nhiệm hoặc phân công cùng với nhiệm vụ quân sự cụ thể. Thứ trưởng Bộ Quốc phòng Liên Xô:
- Thứ trưởng thứ nhất Bộ Quốc phòng Liên Xô
- Tổng Tham mưu trưởng Lực lượng vũ trang Liên Xô - Thứ trưởng thứ nhất Bộ Quốc phòng Liên Xô
- Tổng Tư lệnh Tối cao Lực lượng vũ trang thống nhất của Tổ chức Hiệp ước Warsaw - Thứ trưởng thứ nhất của Bộ Quốc phòng Liên Xô
- Tổng tư lệnh Lục quân - Thứ trưởng Bộ Quốc phòng Liên Xô
- Tổng tư lệnh không quân - Thứ trưởng Bộ Quốc phòng Liên Xô
- Tổng tư lệnh hải quân - Thứ trưởng Bộ Quốc phòng Liên Xô
- Tổng tư lệnh lực lượng tên lửa chiến lược - Thứ trưởng Bộ Quốc phòng Liên Xô
- Tổng tư lệnh lực lượng phòng không - Thứ trưởng Bộ Quốc phòng Liên Xô
- Chủ nhiệm Lực lượng Hậu cần Lực lượng Vũ trang Liên Xô - Thứ trưởng Bộ Quốc phòng Liên Xô
- Chủ nhiệm Lực lượng Dân phòng Liên Xô - Thứ trưởng Bộ Quốc phòng Liên Xô
- Thứ trưởng Bộ Quốc phòng Liên Xô chịu trách nhiệm về vũ khí
- Chủ nhiệm Tổng cục chính trị Liên Xô - Thứ trưởng Bộ Quốc phòng Liên Xô về nhân sự
- Thứ trưởng Bộ Quốc phòng Liên Xô về xây dựng và tập hợp quân đội.

## Tổng thanh tra Bộ Quốc phòng
Nhóm Tổng thanh tra Bộ Quốc phòng được thành lập từ năm 1958 đến 1992.
Nhóm gồm các sĩ quan cấp cao có nhiều kinh nghiệm thực tế, cũng như các cựu lãnh đạo quân sự và chuyên gia lớn khác trong các chức vụ tổng thanh tra, thanh tra quân sự, cố vấn và cố vấn quân sự.